# Francesco Piccolomini (vescovo di Grosseto)
Francesco Piccolomini (seconda metà del XVI secolo – Siena, maggio 1622) è stato un vescovo cattolico italiano.

## Biografia
Membro della nobile famiglia senese dei Piccolomini, del ramo detto del Mandolo, studiò giurisprudenza ed esercitò la professione di avvocato a Siena e poi a Firenze su chiamata del granduca. Fu uno stimato giureconsulto e pubblicò alcuni testi di natura giuridica. Lo storico Giovanni Antonio Pecci scrive che il Piccolomini «avrebbe potuto sperare ulteriori avansamenti, se certo particolare istinto allo stato ecclesiastico, non l'avesse necessitato a rinunziare all'impiego, conferitogli dal sovrano».
Trasferitosi a Roma, dove prese i voti, venne nominato vescovo di Grosseto il 17 agosto 1611 e consacrato il 6 novembre dello stesso anno dal cardinale Giovanni Garzia Mellini e i vescovi Alessandro Borghi e Antonio Maria Franceschini. Durante il suo episcopato a Grosseto si interessò soprattutto alla cura del clero, al quale richiedeva morigeratezza, tentando di incrementare la presenza ecclesiastica nel territorio. Nel 1620 affidò ai francescani la cura della chiesa di San Francesco, abbandonata dai benedettini quattro secoli prima.
Morì a Siena un giorno imprecisato del maggio 1622 e fu sepolto nel sepolcreto di famiglia nella basilica di San Francesco.

## Genealogia episcopale
La genealogia episcopale è:
- Arcivescovo Filippo Archinto
- Papa Pio IV
- Cardinale Giovanni Antonio Serbelloni
- Cardinale Carlo Borromeo
- Cardinale Gabriele Paleotti
- Cardinale Ludovico de Torres
- Cardinale Giovanni Garzia Mellini
- Vescovo Francesco Piccolomini